# Talk Memphis
| Recensione       | Giudizio |
| ---------------- | -------- |
| AllMusic         | [ 2 ]    |
| Robert Christgau | B-       |

Talk Memphis è un album discografico del cantautore statunitense Jesse Winchester, pubblicato dall'etichetta discografica Bearsville Records nel 1981.
Una cover del brano che dà il nome all'album è presente nel disco Up on the Lowdown di Chris Smither.

## Tracce

### LP
Lato A
Testi e musiche di Jesse Winchester, eccetto dove indicato.
1. Say What – 3:08
2. Baby Blue – 3:24 (Valerien Lagueux, Sam Gulino)
3. Leslie – 2:44
4. Hoot and Holler – 3:35
5. If Only – 3:47

Lato B
Testi e musiche di Jesse Winchester, eccetto dove indicato.
1. Sure Enough – 3:17
2. I Love You No End – 3:28
3. Let Go – 4:25
4. Reckon on Me – 2:46 (Jesse Winchester, Cassius Winchester)
5. Talk Memphis – 3:11

## Musicisti
- Jesse Winchester - voce, strumenti vari (chitarre, tastiere, ecc...), accompagnamento vocale-cori (eccetto nel brano: Leslie)
- Michael Toles - chitarre, chitarra solista, chitarra sintetizzata
- Willie Mitchell - grand piano acustico
- Donald Brown - piano fender rhodes
- Carl Marsh - sintetizzatore
- Steve Cobb - basso
- Brad Stahl - basso
- Eddie Fisher - batteria
- Blair Cunningham - batteria
- Gary Burke - batteria
- Walter Person - percussioni
- Erma Shaw - accompagnamento vocale-cori (eccetto nel brano: Leslie)
- Cindy Farr - accompagnamento vocale-cori (eccetto nel brano: Leslie)
- Elizabeth Smith - accompagnamento vocale-cori (eccetto nel brano: Leslie)

Note aggiuntive
- Willie Mitchell - produttore
- Registrazioni effettuate (eccetto il brano: Leslie) al Royal Recording Studio di Memphis, Tennessee
- Willie Mitchell e John Holbrook - ingegneri delle registrazioni
- Remixaggio effettuato da John Holbrook assistito da Mark McKenna
- Brano Leslie registrato al Bearsville Sound Studio di Bearsville, New York
- Mastering effettuato da Bill Kipper al Masterdisk (New York)
- Christine Sayers - art direction copertina album
- Aaron Rapoport - foto copertina album[4]

## Classifica
Album
| Anno | Classifica    | Posizione raggiunta |
| ---- | ------------- | ------------------- |
| 1981 | Billboard 200 | 188                 |

Singoli
| Anno | Titolo del brano | Classifica         | Posizione raggiunta |
| ---- | ---------------- | ------------------ | ------------------- |
| 1981 | Say What         | Billboard Hot 100  | 32                  |
| 1981 | Say What         | Adult Contemporary | 12                  |